# Дойлстаун (Пенсільванія)
Дойлстаун (англ. Doylestown) — місто (англ. borough) в США, в окрузі Бакс штату Пенсільванія. Населення — 8300 осіб (2020).

## Географія
Дойлстаун розташований за координатами 40°18′51″ пн. ш. 75°7′40″ зх. д. / 40.31417° пн. ш. 75.12778° зх. д. (40.314197, -75.127697). За даними Бюро перепису населення США в 2010 році місто мало площу 5,59 км², з яких 5,59 км² — суходіл та 0,00 км² — водойми.

### Клімат
| Клімат : Дойлстаун      | Клімат : Дойлстаун | Клімат : Дойлстаун | Клімат : Дойлстаун | Клімат : Дойлстаун | Клімат : Дойлстаун | Клімат : Дойлстаун | Клімат : Дойлстаун | Клімат : Дойлстаун | Клімат : Дойлстаун | Клімат : Дойлстаун | Клімат : Дойлстаун | Клімат : Дойлстаун | Клімат : Дойлстаун |
| Показник                | Січ.               | Лют.               | Бер.               | Квіт.              | Трав.              | Черв.              | Лип.               | Серп.              | Вер.               | Жовт.              | Лист.              | Груд.              | Рік                |
| Абсолютний максимум, °C | 21,5               | 25,3               | 30,5               | 34,3               | 34,7               | 35,3               | 39,3               | 37,3               | 36,2               | 31,8               | 27,1               | 23,9               | 39,3               |
| Середній максимум, °C   | 3,7                | 5,5                | 10,2               | 16,7               | 22,3               | 27,2               | 29,4               | 28,5               | 24,7               | 18,4               | 12,3               | 6,0                | 17,1               |
| Середня температура, °C | −1,2               | 0,4                | 4,6                | 10,6               | 15,9               | 21,1               | 23,6               | 22,7               | 18,7               | 12,2               | 6,8                | 1,3                | 11,4               |
| Середній мінімум, °C    | −5,9               | −4,7               | −0,9               | 4,4                | 9,7                | 15,1               | 17,8               | 16,9               | 12,7               | 5,9                | 1,3                | −3,4               | 5,8                |
| Абсолютний мінімум, °C  | −24,5              | −20,2              | −16,5              | −8,6               | 0,7                | 4,8                | 8,4                | 5,4                | 1,4                | −4,8               | −11,7              | −19,3              | −24,5              |
| Норма опадів, мм        | 82                 | 67                 | 94                 | 99                 | 111                | 110                | 128                | 103                | 113                | 108                | 92                 | 99                 | 1205               |
| Вологість повітря, %    | 67.4               | 64.1               | 59.7               | 58.8               | 63.2               | 68.4               | 67.9               | 70.6               | 72.2               | 70.7               | 69.4               | 69.1               | 66.8               |
| ----------------------- | ------------------ | ------------------ | ------------------ | ------------------ | ------------------ | ------------------ | ------------------ | ------------------ | ------------------ | ------------------ | ------------------ | ------------------ | ------------------ |
| Джерело: PRISM          |                    |                    |                    |                    |                    |                    |                    |                    |                    |                    |                    |                    |                    |

## Демографія
Згідно з переписом 2010 року, у селищі мешкало 8380 осіб у 3921 домогосподарстві у складі 1886 родин. Густота населення становила 1499 осіб/км². Було 4129 помешкань (738/км²).
Расовий склад населення:
| - 94,8 % — білих - 1,9 % — азіатів - 1,3 % — чорних або афроамериканців - 0,1 % — вихідців з тихоокеанських островів - 0,1 % — корінних американців |

До двох чи більше рас належало 1,5 %. Частка іспаномовних становила 2,0 % від усіх жителів.
За віковим діапазоном населення розподілялося таким чином: 15,8 % — особи молодші 18 років, 57,9 % — особи у віці 18—64 років, 26,3 % — особи у віці 65 років та старші. Медіана віку мешканця становила 48,2 року. На 100 осіб жіночої статі у селищі припадало 81,1 чоловіків; на 100 жінок у віці від 18 років та старших — 78,6 чоловіків також старших 18 років.
Середній дохід на одне домашнє господарство становив 96 162 долари США (медіана — 70 299), а середній дохід на одну сім'ю — 138 999 доларів (медіана — 110 417). Медіана доходів становила 67 471 долар для чоловіків та 52 083 долари для жінок. За межею бідності перебувало 5,7 % осіб, у тому числі 2,1 % дітей у віці до 18 років та 7,6 % осіб у віці 65 років та старших.
Цивільне працевлаштоване населення становило 4501 особа. Основні галузі зайнятості: освіта, охорона здоров'я та соціальна допомога — 22,0 %, науковці, спеціалісти, менеджери — 16,1 %, роздрібна торгівля — 13,7 %.